# Festival Punto de Vista 2017
La XI Edición del Festival Internacional de Cine de Documental de Navarra, más conocido como Festival Punto de Vista se celebró desde el lunes 8 hasta el sábado 11 de marzo de 2017 en las instalaciones del Palacio de Congresos y Auditorio de Navarra, en la ciudad de Pamplona, como sede principal del evento.
Esta edición superó ligeramente la edición anterior (la cual había recibido 8.115 asistentes) recibiendo un total de 8.329 asistentes a sus distintos actos. En esta edición, se añadieron como novedad distintos eventos en sedes exteriores al Baluarte como la Filmoteca de Navarra o el teatro Gayarre, aparte de otros 10 espacios culturales. También se cambió la fecha del festival, pasando de la tradicional segunda semana de febrero a una semana de marzo para no coincidir con otros festivales europeos.
El tema de esa edición fue volar. Esta edición ha sido la última en la que el director artístico era Oskar Alegría, después de cuatro ediciones ejerciendo como tal.

## Jurados

### Jurado de la Sección Oficial
- Alan Fleischer, artista y fotógrafo.
- Vivi Tellas, directora teatral.
- Aleksandr Balagura, cineasta independiente.
- Toby Lee, proyectos artísticos de video, dibujo, performance, etc.
- Daniele Dottorini, investigador de cine y editor de Fata Morgana.

### Jurado Joven
En esta edición se consolidó un jurado formado por miembros jóvenes de entre 18 y 28 años. Un total de 25 jóvenes formaron el Jurado Joven-Gazte Epaimahai. Estos provenían de distintas provincias españolas.

## Películas

### Sección Oficial
(18 documentales a concurso: 9 largometrajes y 9 cortometrajes)
| Título                                     | Director             | Año  | País                  | Tema principal |
| ------------------------------------------ | -------------------- | ---- | --------------------- | --- |
| Largometrajes                              |                      |      |                       | |
| 5 October                                  | Martin Kollar        | 2016 | República Checa       | La historia de un hombre que, ante la posibilidad de morir en una operación a vida o muerte huye con su bicicleta con una fecha muy marcada en su agenda: 5 de octubre, el día de la operación.                |
| Converso                                   | David Arratibel      | 2017 | España                | Un documental familiar donde el director nos quiere mostrar sus propias dudas sobre la búsqueda personal y espiritual que vive ante su familia ultrareligiosa.                                                 |
| Europe, She Loves                          | Jan Gassmann         | 2016 | Suiza                 | Un documental sobre la supervivencia del amor de cuatro parejas de distintos países europeos (Grecia, Estonia, España e Irlanda) en los tiempos convulsos por los que pasa el continente.                      |
| La deuxième nuit                           | Eric Pauwels         | 2016 | Bélgica               | Un largometraje creado con la finalidad de ser una carta de amor a la madre del director recientemente fallecida.                                                                                              |
| Land Within                                | Jenni Kivistö        | 2016 | Finlandia · Colombia  | Un viaje del equipo de rodaje cruzando un océano entero para darse cuenta de que la etnia Wayuu vive en un desierto no muy distinto de Finlandia.                                                              |
| Normal Autistic Film                       | Miroslav Janek       | 2016 | República Checa       | Un film que lejos de destacar la diferencia de las personas autistas con la sociedad nos quiere mostrar lo extremadamente parecidas que son las personas que conforman esa misma sociedad.                     |
| The Host                                   | Miranda Pennell      | 2016 | Reino Unido           | Con la excusa de un viejo libro de fotos, la directora nos cuenta la historia mezclada de su familia y del Irán previo a la revolución.                                                                        |
| Treblinka                                  | Sérgio Tréfaut       | 2016 | Portugal              | El director nos presenta un film sobre el holocausto que lejos de ser uno más, se distingue de otros por el uso de los trenes, de los que, sin salir nunca, nos cuentan las crudas historias de los afectados. |
| We Make Couples                            | Mike Hoolboom        | 2016 | Canadá                | Ensayo fílmico en que el director mezcla imágenes, ecos de cinefilia con causas sociales de fondo dando este resultado tras seis años de trabajo.                                                              |
| Cortometrajes                              |                      |      |                       | |
| Cicha Symfonia (Una sinfonia en silencio)  | Aitor Gametxo        | 2017 | España · Polonia      | Un cuidado film sobre el ruido de la comunidad sorda de Wroclaw. |
| Cidade Pequena                             | Diogo Costa Amarante | 2016 | Portugal              | Una obra en la que se nos muestra un niño que empieza a descubrir las verdades crueles del mundo y una madre dispuesta a protegerlo de esas preocupaciones.                                                    |
| Colombi                                    | Guido Hendriks       | 2016 | Italia                | Documental que nos cuenta el paso de los años en la relación del Sr. y la Sra. Colombi contando siempre sus pasiones.                                                                                          |
| Foyer                                      | Ismaïl Bahri         | 2016 | Túnez Francia         | Lo que comienza siendo un experimento de luces acaba siendo un documental sobre la situación en Túnez que no vemos, pero sí escuchamos.                                                                        |
| From Vincent's House in the Borinage       | José Fernandes       | 2016 | Bélgica · Portugal    | A partir de una vieja carta de Vincent Van Gogh a su hermano, se nos muestra una recreación de las vivencias de este en el Borinage.                                                                           |
| Green Screen Gringo                        | Douwe Dijkstra       | 2016 | Países Bajos · Brasil | La mirada de un turista sobre la dualidad de la sociedad brasileña en un momento especialmente convulso en su política.                                                                                        |
| Kino Otok/ Islands of Forgotten Cinemas    | Ivan Ramljak         | 2016 | Croacia               | Un nostálgico testimonio de la muerte del séptimo arte en las zonas populares cercanas al Adriático. |
| L'Abcdaire de l'amoureuse d'un photographe | Anahit Simonian      | 2016 | Francia · España      | Una compositora que toma la cámara de su amado para mezclar y transmitir los sentidos que a ella le producen las vivencias.                                                                                    |
| WASTE no.2 WRECK                           | Jan Ijäs             | 2016 | Finlandia             | La playa del conejo ha sido votada como la mejor del mundo recientemente en un conocido portal de internet pero, ¿es esta toda la realidad que se vive en Lampedusa?.                                          |

### Heterodocsias
La sección Heterodocsias está pensada para sacar del olvido la obra de algún cineasta específico haciendo hincapié en su carrera y proyectando sus creaciones más icónicas.
En la edición de 2017, el cineasta homenajeado en esta sección fue el guipuzcoano Jorge de Oteiza (1908-2003). Oteiza jamás culminó ningún film, pero desde el Festival se propuso tomar sus obras no finalizadas y terminarlas para proyectarse en cuatro sesiones:
A propósito de Oteiza I
A propósito de Oteiza II
Oteiza, el hombre que huye
Oteiza y la luna

### X Films
En esta edición del festival se dio la séptima convocatoria del programa X Films. En esta ocasión se escogió a tres directores jóvenes que suponen lo más vanguardistas en cine alternativo de no ficción en España.
Las tres candidaturas fueron:
- Cine porcino, videomaquia y risastencia, de Marta Cañas.
- África 815 (fragmento), de Pilar Monsell.
- Interludios, de Omar A. Razzak.

Además, se proyectó la película ganadora del X Films de la edición anterior: Nuevo Altar, de Velasco Broca (2017).

## Palmarés

### Premios
- Gran Premio Punto de Vista: The Host, de Miranda Pennell.
- Premio Jean Vigo: Eric Pauwels, por La deuxième nuit.
- Premio al Mejor Cortometraje: Foyer, de Ismaïl Bahri.

### Premios Especiales
- Premio de la Juventud: 5 October, de Martin Kollar.
- Premio Especial del Público: Converso, de David Arratibel.

#### Proyecto X Films
- Jurado: Sergio Oksman, Iván Pintor y Víctor Candeias.
- Ganador: Maria Cañas, por su proyecto Cine porcino, videomaquia y risastencia.

## Clausura
Para la gala de clausura, aparte de proyectar diversas películas programadas como Il Castello de Massimo D´Anolfi y Martina Parenti, y Nuestro Siglo de Artavazd Pelechian. Antes de la proyección de esos films, se proyectará el film sobre Oteiza: Oteiza y la luna.
Tras ello se sucedió el film de clausura (Nuestro Siglo), en el que se proyectaban algunos cortometrajes mientras que entre uno y otro aparecían los galardonados con los diferentes premios.